# Achok Rinpoché
Amchok ou Achok Rinpoché, Lobsang Thupten Khenrap Gyatso, (né en 1944, Amdo au Tibet) est un lama tibétain reconnu comme réincarnation d'Amchok Rinpoché et le 4e de la lignée qui fut directeur de l'Institut de médecine et d'astrologie tibétaine puis de la Bibliothèque des archives et des œuvres tibétaines à Dharamsala. 

## Biographie
À 13 ans, il s'est rendu à Lhassa pour y poursuivre son éducation monastique traditionnelle. Il s'est exilé du Tibet en 1959, et s'est réfugié en Inde.
Il a passé 10 ans à Buxa Duar avec les 1 500 moines des trois grands monastères gelugpa du Tibet : Ganden, Séra et Drepung. Achok Rinpoché a obtenu le grade d'Acharya en 1971 à Varanasi et devint le premier abbé du monastère de Tashikyil à Dehradun.
En 1977, il a obtenu l'examen de Geshe Lharampa à Mundgod en Inde du Sud et a travaillé comme bibliothécaire à la Bibliothèque des archives et des œuvres tibétaines. De 1980 à 1982, il a enseigné pendant 2 ans le tibétain à l'Institut de tibétologie et d'études sur le bouddhisme à l'université de Vienne, un institut fondé par Ernst Steinkellner (de). À cette époque, sa sœur habitait Vienne avec son époux, un Français. 
En 1983, il a lancé un projet de reconstruction de son monastère de Amchok Tsanny (de) dans l'Amdo qu'il visita cette même année ainsi qu'en 1987.
En 1987, à la demande du 14e dalaï-lama et du 10e panchen-lama, il a enseigné pendant un an à l’École pour les lamas réincarnés à Pékin, une école fondée par le panchen-lama. L'objectif de l'école était de former des tulkous qui avaient 14 ou 15 ans en 1959 mais n'avaient pu quitter le Tibet où ils furent torturés ou internés dans des camps par les autorités chinoises sans pouvoir étudier leur religion. Il enseigna à quinze lamas du même âge que lui.
Entre 1988 et 1989, il devint directeur de l'Institut de médecine et d'astrologie tibétaine à Dharamsala.
En 1994, Achok Rinpoché devint abbé de Gaden Shartsé en Inde du Sud.
En 1996, il a travaillé au cabinet du 14e dalaï-lama à la tête de la biographie officielle du Dalaï Lama.
Entre 1998 et 2005, il fut le directeur de la Bibliothèque des archives et des œuvres tibétaines qui édite le Tibet Journal dont il fut membre du comité de rédaction. Il a été la première personne à mettre en place un programme d'éducation scientifique pour les grands monastères en Inde.
Il prit sa retraite à l'âge de 61 ans et travaille encore sur la compilation des enseignements du 14e dalaï-lama.
Il enseigne occasionnellement à l'International Institute of Higher Tibetan Studies à Hüttenberg en Autriche.